# Guadalupe Xoixmal
Guadalupe Xoixmal är en ort i Mexiko.   Den ligger i kommunen Oxchuc och delstaten Chiapas, i den sydöstra delen av landet, 800 km öster om huvudstaden Mexico City. Guadalupe Xoixmal ligger 1 805 meter över havet och antalet invånare är 334.
Terrängen runt Guadalupe Xoixmal är lite bergig. Runt Guadalupe Xoixmal är det ganska tätbefolkat, med 75 invånare per kvadratkilometer. Närmaste större samhälle är Ocosingo, 19,2 km nordost om Guadalupe Xoixmal. I omgivningarna runt Guadalupe Xoixmal växer i huvudsak städsegrön lövskog.